# The Homecoming of Beorhtnoth Beorhthelm's Son
The Homecoming of Beorhtnoth Beorhthelm's Son é uma obra de J. R. R. Tolkien que foi originalmente publicado em 1953 no volume 6 do jornal escolar Essays and Studies by Members of the English Association. É uma obra de ficção histórica, inspirado no poema em Inglês Antigo A Batalha de Maldon. Está escrito na forma de um poema aliterativo, mas é também uma peça, sendo principalmente um diálogo entre dois personagens na sequência da Batalha de Maldon. O trabalho foi acompanhado por dois ensaios, também de Tolkien, uma antes e outra depois do trabalho principal. O trabalho foi apresentado assim:
- The Death of Beorhtnoth - um ensaio introdutório sobre a batalha e o fragmento do Inglês Antigo que inspirou Tolkien.
- The Homecoming of Beorhtnoth Beorhthelm's Son - o trabalho em si.
- Ofermod - um ensaio na sequência do trabalho principal, discutindo o significado da palavra ofermod do Inglês Antigo.